# Renault Sport Series
La Renault Sport Series (conocida como World Series by Renault o WSR entre 2005 y 2015) fue un conjunto de carreras de motor organizadas por Renault Sport en 2016. Fue el nombre elegido por Renault para suceder a las World Series by Renault, que estaba coorganizada por RPM Racing y que consistía en las careras de la Fórmula Renault 3.5, la Eurocopa de Fórmula Renault y la Eurocopa Trofeo Mégane. Con la cancelación en 2016 del Trofeo Renault Sport, la Eurocopa se quedó en solitario hasta 2020, hasta que pasó a formar parte del Campeonato de Fórmula Regional Europea.

## Historia
Renault inició la Eurocopa de Fórmula Renault V6 en 2003, como serie de apoyo en los Super Racing Weekends de Eurosport (ETCC y el Campeonato FIA GT). La serie corrió con chasis Tatuus y un motor Nissan 3.5 V6.
En 2005, Renault abandonó el Super Racing Weekend y comenzó las World Series by Renault y la Fórmula Renault 3.5 Series, fusionando tanto las World Series V6 (cuyo contrato de motor había finalizado) como la Eurocopa Renault V6. Se mantuvo el chasis Dallara, mientras que el Renault V6 se mejoró hasta el 425 PD. La Eurocopa de Fórmula Renault 2.0 Sustituyendo a la World Series Lights y la Eurocup Mégane Trophy también se unieron a los fines de semana de carreras. El Campeonato Francés de F4 pasó a formar parte de la World Series en 2010, pero se retiró al año siguiente para dar entrada a la Eurocopa Clio, que duraría 4 años.
A finales de julio de 2015, Renault Sport anunció que retiraría su apoyo a la Fórmula Renault 3.5 a partir de 2016, entregando el control de la serie al coorganizador RPM. Sin embargo, Renault Sport también dijo que continuaría la Renault Sport Series con el Trofeo Renault Sport y la Eurocopa de Fórmula Renault 2.0, aunque esto solo acabaría durando un año.

## Cronología de la competición
| Año               |          |          | World Series by Renault | World Series by Renault | World Series by Renault | World Series by Renault | World Series by Renault | World Series by Renault | World Series by Renault | World Series by Renault | World Series by Renault | World Series by Renault | World Series by Renault | Renault S.S. | Renault S.S. |  |
| Año               | 2003     | 2004     | 2005                    | 2006                    | 2007                    | 2008                    | 2009                    | 2010                    | 2011                    | 2012                    | 2013                    | 2014                    | 2015                    | 2016         |              |  |
| ----------------- | -------- | -------- | ----------------------- | ----------------------- | ----------------------- | ----------------------- | ----------------------- | ----------------------- | ----------------------- | ----------------------- | ----------------------- | ----------------------- | ----------------------- | ------------ | ------------ |  |
| Monoplazas V6/3.5 | Ec FR V6 | Ec FR V6 | FR 3.5                  | FR 3.5                  | FR 3.5                  | FR 3.5                  | FR 3.5                  | FR 3.5                  | FR 3.5                  | FR 3.5                  | FR 3.5                  | FR 3.5                  | FR 3.5                  |              |              |  |
| Monoplazas 2L     |          |          | Ec FR 2.0               | Ec FR 2.0               | Ec FR 2.0               | Ec FR 2.0               | Ec FR 2.0               | Ec FR 2.0               | Ec FR 2.0               | Ec FR 2.0               | Ec FR 2.0               | Ec FR 2.0               | Ec FR 2.0               | Ec FR 2.0    |              |  |
| Monoplazas 1.6L   |          |          |                         |                         |                         |                         |                         | Ec F4 1.6               |                         |                         |                         |                         |                         |              |              |  |
| Turismos          |          |          | Ec T. Mégane            | Ec T. Mégane            | Ec T. Mégane            | Ec T. Mégane            | Ec T. Mégane            | Ec T. Mégane            | Ec T. Mégane            | Ec T. Mégane            | Ec T. Mégane            |                         | TR Sport                | TR Sport     |              |  |
| Turismos          |          |          |                         |                         |                         |                         |                         | Ec Clio                 |                         |                         |                         |                         |                         |              |              |  |

F = Fórmula, R = Renault, T = Trofeo, Ec = Eurocopa 

## Campeones

### Eurocopa de Fórmula Renault V6
| Año  | Piloto           | Escudería         |
| ---- | ---------------- | ----------------- |
| 2003 | José María López | ARTA-Signature    |
| 2004 | Giorgio Mondini  | EuroInternational |

### World Series by Renault
| 2005 | 2005 | Robert Kubica       | Epsilon Euskadi    | 2005 | Kamui Kobayashi    | SG Formula            | 2005 | Jan Heylen                                                                                    | Racing for Belgium   |
| 2006 | 2006 | Alx Danielsson      | Interwetten.com    | 2006 | Filipe Albuquerque | JD Motorsport         | 2006 | Jaap van Lagen                                                                                | Tech 1 Racing        |
| 2007 | 2007 | Álvaro Parente      | Tech 1 Racing      | 2007 | Brendon Hartley    | Epsilon RedBull       | 2007 | Pedro Petiz                                                                                   | Tech 1 Racing        |
| 2008 | 2008 | Giedo van der Garde | Tech 1 Racing      | 2008 | Valtteri Bottas    | SG Formula            | 2008 | Michaël Rossi                                                                                 | Tech 1 Racing        |
| 2009 | 2009 | Bertrand Baguette   | Int. Draco Racing  | 2009 | Albert Costa       | Epsilon Euskadi       | 2009 | Mike Verschuur                                                                                | TDS Racing           |
| 2010 | 2010 | Mikhail Aleshin     | Tech 1 Racing      | 2010 | Kevin Korjus       | Tech 1 Racing         | 2010 | Nick Catsburg                                                                                 | TDS Racing           |
| 2011 | 2011 | Robert Wickens      | Carlin             | 2011 | Robin Frijns       | Koiranen Motorsport   | 2011 | Stefano Comini                                                                                | Oregon Team          |
| 2012 | 2012 | Robin Frijns        | Tech 1 Racing      | 2012 | Stoffel Vandoorne  | Josef Kaufmann Racing | 2012 | Albert Costa                                                                                  | Oregon Team          |
| 2013 | 2013 | Kevin Magnussen     | DAMS               | 2013 | Pierre Gasly       | Tech 1 Racing         | 2013 | Mirko Bortolotti                                                                              | Oregon Team          |
| 2014 | 2014 | Carlos Sainz Jr.    | DAMS               | 2014 | Nyck de Vries      | Koiranen GP           | Año  | Trofeo Renault Sport                                                                          | Trofeo Renault Sport |
| 2015 | 2015 | Oliver Rowland      | Fortec Motorsports | 2015 | Jack Aitken        | Josef Kaufmann Racing | 2015 | Elite: Andrea Pizzitola Prestigio: Dario Capitanio Endurance: Dario Capitanio David Fumanelli | Oregon Team          |

### Renault Sport Series
| Año  |      | Piloto                      | Escudería                   |      |                                                                                             | Piloto               | Escudería |
| Año  | Año  | Eurocopa de Fórmula Renault | Eurocopa de Fórmula Renault | Año  | Trofeo Renault Sport                                                                        | Trofeo Renault Sport |           |
| ---- | ---- | --------------------------- | --------------------------- | ---- | ------------------------------------------------------------------------------------------- | -------------------- | --------- |
| 2016 | 2016 | Lando Norris                | Josef Kaufmann Racing       | 2016 | Elite Pieter Schothorst Prestigio Fabian Schiller Endurance Markus Palttala Fabian Schiller | Team Marc VDS EG 0,0 |           |

### Campeonatos relacionados
Eurocopa F4 1.6
| Año  | Piloto            |
| ---- | ----------------- |
| 2010 | Stoffel Vandoorne |

Eurocopa Clio
| Año  | Piloto        | Escudería          |
| ---- | ------------- | ------------------ |
| 2011 | Nicolas Milan | Milan Competition  |
| 2012 | Òscar Nogués  | Rangoni Motorsport |
| 2013 | Josh Files    | Team Pyro          |
| 2014 | Òscar Nogués  | Rangoni Motorsport |